# Петница (община)
 Тази статия е за общината.  За града вижте Петница (град).  
Община Петница (на сръбски и черногорски: Opština Petnjica или Општина Петњица) е нова община в Черна гора.
Създадена през 2013 година, като обхваща част от община Беране. Центърът на общината е малкото градче Петница.

## Население
В голямата си част населението на общината са бошняци.
| Етнос               | Брой  | Процент |
| ------------------- | ----- | ------- |
| Бошняци             | 4 551 | 83,4%   |
| Мюсюлмани           | 690   | 12,6%   |
| Черногорци          | 67    | 1,2%    |
| Сърби               | 61    | 1,1%    |
| Други/Недекларирани | 86    | 1,6%    |
| Общо                | 5 455 | 99,89%  |